# Цыганова, Раиса Васильевна
Раиса Васильевна Цыганова (10 сентября 1935 — 14 ноября 2021, Москва) — советский хозяйственный и государственный деятель, лауреат Государственной премии СССР за выдающиеся достижения в труде.

## Биография
Родилась в 1935 году. Член КПСС.
В 1953—1995 годах — ученица сборщика, сборщица узлов часовых механизмов Московского Первого часового завода Министерства приборостроения СССР.
Выполнила личное задание одиннадцатой пятилетки к августу 1984 года.
За большой личный вклад в повышение качества создаваемых современных машин и приборов была в составе коллектива удостоена Государственной премии СССР за выдающиеся достижения в труде 1985 года.
Жила в Москве.

## Награды
- Орден Трудовой Славы II степени
- Орден Трудовой Славы III степени